# Syndrome de Baller-Gerold
Pour les articles homonymes, voir Gérold.
Décrit en 1950 et en 1959, le syndrome de Baller-Gerold associe une fusion des sutures coronales du crâne (craniosynostose) aboutissant à une brachycéphalie avec des globes oculaires proéminents (proptosis) et un front saillant, des anomalies des membres supérieurs touchant le radius, une oligodactylie touchant principalement le pouce, un retard de croissance et un érythème télangiectasique ou poïkilodermie.
La mutation du gène RECQL4 responsable de cette pathologie est aussi responsable du syndrome Rapadilano et du syndrome de Rothmund-Thomson.

## Sources
- (en) Lionel Van Maldergem « Baller-Gerold Syndrome » In GeneTests: Medical Genetics Information Resource (database online). Copyright, University of Washington, Seattle. 1993-2007